# Three Days Grace
Three Days Grace (буквально с англ. — «Три дня отсрочки») — канадская рок-группа, исполняющая альтернативный метал и постгранж. Была сформирована под названием Groundswell в Норвуде, Онтарио, Канада в 1992 году. В 1997 году коллектив в составе гитариста и вокалиста Адама Гонтье, барабанщика Нила Сандерсона и басиста Брэда Уолста cменил название на нынешнее (Three Days Grace).
С момента заключения контракта с Jive Records, Three Days Grace выпустили альбомы Three Days Grace в 2003 и One-X в 2006 году, которые получили платиновый и двойной платиновый статусы соответственно. В 2007 году группа была признана лучшим рок-коллективом по версии журнала Billboard, помимо этого заняв 4 место в списке самых ротируемых групп в Канаде. Третий альбом Life Starts Now увидел свет 22 сентября 2009 года. К 2022 году группа записала семь студийных альбомов, последним из которых является Explosions, вышедший 6 мая 2022 года.
21 декабря 2012 года фронтмен Адам Гонтье покинул коллектив и начал сольную деятельность. Его место занял брат бас-гитариста Брэда Уолста, основатель My Darkest Days Мэтт Уолст, который в 2013 году присоединился к Three Days Grace на время концертного тура, а 28 марта 2014 года стал полноценным участником группы.
3 октября 2024 года Three Days Grace официально объявили о возвращении Адама Гонтье в группу. При этом было объявлено, что Мэтт Уолст также остался ведущим вокалистом группы.

## История

### Андеграундные годы (1992—2002)
Группа Groundswell была сформирована в 1992 году, в Норвуде, Онтарио, пятью школьниками: Адамом Гонтье (англ. Adam Gontier), Брэдом Уолстом (англ. Brad Walst), Нилом Сандерсоном (англ. Neil Sanderson), Джо Грантом (англ. Joe Grant) и Филом Кроуи (англ.  Phil Crowe).
Под этим названием группа выпустила альбом Wave of Popular Feeling (1995). После этого, Фил и Джо перестали ходить на репетиции. В 1997 году, после двухлетнего перерыва в деятельности, группа была воссоздана под новым названием Three Days Grace, а в её составе осталось лишь трио — Гонтье, Сандерсон и Уолст. Объясняя значение названия Three Days Grace, Адам Гонтье говорил: «Оно говорит о чувстве безотлагательности. Время платить по долгам. Если бы у вас было три дня, чтобы изменить что-то в вашей жизни, или если бы вы хотели изменить что-то в своей жизни, хватило бы вам трёх дней?».
Перебравшись в Торонто, музыканты при помощи своего прежнего менеджера познакомились с продюсером Гэвином Брауном (англ. Gavin Brown), ранее работавшим с Billy Talent, The Tea Party и др. Группа представила ему весь материал, который был сочинен с момента формирования коллектива. Браун сразу заметил талант группы, назвав их «золотыми самородками». Таким образом, с поддержкой продюсера, Three Days Grace записала демоальбом, который был отправлен лейблу EMI Music Publishing Canada. Группой была представлена песня «I Hate Everything About You», вызвавшая неподдельный интерес сразу у нескольких лейблов звукозаписи. Таким образом был подписан контракт с Jive Records.

### Three Days Grace(2003—2005)
Сразу после заключения контракта группа отправилась в студию Long View Farm (Норт Брукфилд, штат Массачусетс), и при участии Гэйвина Брауна приступила к работе над дебютным альбомом. Также Three Days Grace записывались в Bearsville Studios в Нью-Йорке, где и был закончен альбом. Пластинка вышла под названием Three Days Grace 22 июля 2003 года.
У критиков диск получил положительные отзывы: Дэйв Дорэй из IGN сказал об альбоме «Ошибки? Не так много», в Allmusic заявили, что «творчество группы незабываемо, в отличие от других исполнителей альт-металла». Критике подверглась однообразность звучания группы: «Three Days Grace — определённо одна из самых альтернативных доступных групп 2000-х, но им не хватает отчетливости».
Первый сингл «I Hate Everything About You» получил весомую поддержку канадских радиостанций, специализирующихся на альтернативном роке, и стал настоящим взрывом в мире альтернативной музыки. Песня добралась до 55 места в Billboard Hot 100, до 2 в Billboard Alternative Songs.
Альбом Three Days Grace достиг девятой позиции в канадском чарте и 69-й — в Billboard 200, а в декабре 2004 года пластинка получила золотой статус по сертификации RIAA и двойной платиновый статус по CRIA.
Второй сингл, «Just Like You», подарил команде ещё одно первое место в Канаде, помимо этого возглавив Billboard Alternative Songs, снова добравшись до 55 позиции в Billboard Hot 100. Следующим выпущенным синглом стала песня «Home».
После прихода в состав группы гитариста Барри Стока (Barry Stock) в конце 2003 года Three Days Grace отправились в гастрольный тур, выступая как в качестве сопровождающего состава именитых коллег, так и в качестве хедлайнеров.

### One-X(2006—2008)
После окончания турне в поддержку первого альбома, группа стояла перед фактом, что они не могут продолжать полноценную музыкальную деятельность, в связи с развитием зависимости Адама от наркотических веществ. Так в 2005 году Адам, при поддержке семьи, друзей и остальных участников группы, лёг на обследование в «Центр по проблемам наркомании и психического здоровья» в городе Торонто. Во время лечения Адам написал множество лирических песен из следующего альбома. В них он описывал своё психологическое состояние и переживания. После завершения успешного лечения в центре, группа решила перебраться в тихое и спокойное место для записи альбома. Этим местом был выбран коттедж в Северном Онтарио. Три месяца работы увенчались завершением записи нового альбома. Адам отмечал в интервью 2006 года, что этот альбом является более личным для него, чем предыдущие работы, ввиду обстоятельств, которые охватывали последнее два года его жизни.
В июне 2006 года музыканты Three Days Grace представили свой очередной альбом One-X, который стал дебютом для нового участника группы — второго гитариста Барри Стока. Альбом дебютировал в Billboard 200 с 5 строчки. В первую неделю продаж разошлось 78 тысяч копий, а за всё время продаж в мире более 6 миллионов. Альбом включал в себя следующие синглы: «Animal I Have Become», «Pain», «Never Too Late», «Riot». Песне «Pain» удалось побить успех «I Hate Everything About You» и «Just Like You» достигнув 44 строчки в Billboard Hot 100. В поддержку пластинки команда совершила ряд концертных выступлений совместно с уже известными коллективами — Staind, Hoobastank, Nickelback, Breaking Benjamin, Seether, Red и Skillet. В 2007 году Three Days Grace заняли первое место в категории «Top Mainstream Rock Artist» по версии журнала Billboard.

### Life Starts Now(2009—2012)
C марта по август 2008 года и с января по апрель 2009 года, Three Days Grace записывали свой третий студийный альбом, работая в студии The Warehouse Studio в Ванкувере, Британской Колумбии и Лос-Анджелесе. Работа над альбомом велась совместно с музыкальным продюсером Говардом Бенсом, который работал также с их предыдущими работами.
22 сентября 2009 года вышел третий студийный альбом — Life Starts Now, который представил группу в новом звучании, стиле и образах. Критики, а также сами участники группы отметили, что альбом является отступлением от жестких тонов пост-гранжа, песни поются более лиричными. Альбом дебютировал на третьем месте Billboard 200, что является самым высоким местом в истории Three Days Grace. Было продано 79 тысяч копий в первую неделю после релиза. Альбом встретили смешанные отзывы. Бен Рейнер из Toronto Star отрицательно отозвался о альбоме, заявив, что «альбом не имеет собственного звука, а лишь колеблется где-то между Linkin Park и Nickelback». По словам Джеймса Кристофера, который дал альбому три из пяти звёзд, Life Starts Now продолжает тему One-X о личных переживаниях Адама, но с «намёком на лучи света». Более жесткие отзывы группа получила от Бена Чайковски, который описал альбом как «скучный, мягкий, банальный, усталый».
Первый сингл альбома «Break» был выпущен 1 сентября 2009 года. 28 апреля 2010 года вышел клип на песню «The Good Life». С 2009 по 2011 группа находится в турах с разными популярными исполнителями.

### Transit of Venus(2012—2014)
7 октября 2011 года RCA Music Group объявили о роспуске Jive Records, Arista Records и J Records и переводе музыкальных коллективов, которые сотрудничали с этими студиями, на RCA Records, в том числе и Three Days Grace.
5 июня 2012 года, в 9:00 произошёл транзит Венеры, после чего группа объявила, что новый альбом, выход которого намечен на 2 октября 2012 года, будет назван Transit of Venus. 5 октября вышел видеоклип на первый сингл с альбома — «Chalk Outline».
21 декабря участники группы получили письмо от Адама Гонтье о том, что он уходит из группы. По официальным данным причиной послужили проблемы со здоровьем. На время предстоящего тура вокалистом станет Мэтт Уолст, вокалист группы My Darkest Days и брат Брэда Уолста.
В 2013 Three Days Grace начали совместный тур с Shinedown и P.O.D.. 22 мая 2013 года было обнародовано, что Мэтт Уолст вернулся в My Darkest Days для записи третьего студийного альбома, но он продолжит гастролировать с Three Days Grace до августа 2013 года. Во время интервью с 99.9 KISW в Сиэтле, Нил Сандерсон подтвердил, что в настоящее время они работают над новым альбомом, и уже половину они записали.
28 марта 2014 года было объявлено, что Мэтт Уолст официально стал вокалистом группы.

### HumanиOutsider(2015—настоящее время)
26 января 2015 года Three Days Grace анонсировали пятый альбом под названием Human. Релиз альбома состоялся 31 марта 2015 года. Три сингла, «I Am Machine», «Painkiller» и «Human Race», были выпущены ранее. 14 мая 2015 года вышел официальный клип на сингл «Human Race». Также в ноябре этого же года был выпущен сингл «Fallen Angel». В этом месяце Three Days Grace гастролировали по Канаде, их поддерживали Halestorm. В начале 2016 года группа гастролировала по Европе и России, а 18 ноября 2016 года выпустила кавер на песню Phantogram «You Don’t Get Me High Anymore».
Группа начала записывать свой шестой студийный альбом, Outsider, в июле 2017 года, выпустив «The Mountain» в качестве первого сингла 25 января 2018 года с сопровождающим музыкальным видео. Песня достигла пиковой позиции под номером 1 в чарте Billboard Mainstream Rock в марте 2018 года и стала 13-й по счёту песней Three Days Grace в чарте.Альбом был выпущен 9 марта 2018 года. 12 июня «Infra-Red» был выпущен как второй сингл группы с альбома. «Infra-Red» достиг пиковой позиции под № 1 в чарте Billboard Rock Main Songs, и это их 14-й сингл № 1. Этим достижением группа побила двадцатилетний рекорд Van Halen в рейтинге. 22 июля 2020 группа выпустила кавер на песню Готье Somebody That I Used to Know.
29 ноября 2021 года группа выпустила сингл «So Called Life». Тогда же стало известно, что альбом Explosions выйдет 6 мая 2022 года.
17 февраля 2022 года на ютуб-канале группы появилось лирик-видео на сингл «Neurotic» с седьмого студийного альбома Explosions. Обложка сингла при этом совпадала с обложкой альбома.
3 октября 2024 года группа объявила о возвращении Адама Гонтье в состав коллектива.

## Награды
Three Days Grace множество раз были номинированы и награждены за свои музыкальные успехи. Сингл «I Hate Everything About You» был номинирован в категории «Лучшее рок-видео» и «Выбор зрительских симпатий: Любимая Канадская группа» в 2004 году музыкальным каналом MuchMusic. В 2007 году, по версии чартов Mediabase, группа была признана ведущим музыкальным коллективом среди всех жанров рока в Канаде и США, а журнал Billboard назвал их лучшим рок-исполнителем года. Четыре раза Three Days Grace были номинированы на премию Юна. В 2004 году были номинированы как новая группа года. В 2007 году были номинированы как лучшая группа года, а альбом One-X был номинирован в категории «альбом года». Первый сингл альбома One-X, «Animal I Have Become», был признан самой популярной рок-песней 2006 года, и победил в номинации «популярная рок-песня на радио» журнала Mediabase. Трек «Never Too Late» был номинирован на «Лучший видеоклип» и «Лучший рок-видеоклип», а сингл «Pain» — на «Лучший интернациональный видеоклип». Также он повторно выиграл в номинации «Выбор зрительских симпатий: Любимая канадская группа» каналом MuchMusic в 2007 году.
В 2010 году альбом Life Starts Now был номинирован на «Лучший рок-альбом» на церемонии Juno, но проиграл диску Billy Talent III. В 2010 сингл «Break» был номинирован за «Наиболее качественный видеоклип» и «Лучший рок-видеоклип» на фестивале MuchMusic Video Awards. На Fuse TV «Break» был номинирован в категории «Лучший сингл», а альбом Life Starts Now выиграл в категории «Лучший альбом» на Casby Awards.
В 2015 году Three Days Grace выиграли в номинации «Лучшая рок-группа» на 5-й ежегодной премии Loudwire Music Awards.
В 2023 году альбом «Explosions» был номинирован на премию «Рок-альбом года» Juno Awards.

## Музыкальный стиль
В основном группа Three Days Grace исполняет песни в таких направлениях, как постгранж, альтернативный рок, альтернативный метал, хард-рок и ню-метал. В альбоме Transit of Venus присутствуют элементы электронной музыки.

## Участники группы
| Текущий состав - Адам Гонтье — вокал, ритм-гитара (1997—2013; несколько концертов в 2023 году; 2024—настоящее время), гитара (1997—2003) - Нил Сандерсон — ударные, клавишные, бэк-вокал (1997 — настоящее время) - Брэд Уолст — бас-гитара, бэк-вокал (1997 — настоящее время) - Бэрри Сток — соло-гитара (2003 — настоящее время), гитара (2013 — 2018) - Мэтт Уолст — вокал (2013—2014 как сессионный музыкант; 2014 — настоящее время как официальный участник), ритм-гитара (2018 — настоящее время) Бывший концертный участник - Дани Розноер — клавишные, бэк-вокал (2012—2018) |

## Дискография
- Three Days Grace (2003)
- One-X (2006)
- Life Starts Now (2009)
- Transit of Venus (2012)
- Human (2015)
- Outsider (2018)
- Explosions[англ.] (2022)
- Alienation (2025)

## Концертные туры
- Life Starts Now Tour (совместно с Breaking Benjamin и Flyleaf) (2009)[75]
- Welcome to The Family Tour (совместно с Avenged Sevenfold, Sevendust и Bullet For My Valentine) (2011)
- Uproar Festival (2011)
- Special Club Shows (2012)
- Transit of Venus Tour (совместно с Shinedown и P.O.D.) (2013)
- Big European Tour (2016)

## В кинематографе
В фильме «Суперзвезда» коллектив исполняет две композиции: фрагмент из «Home» и «Are You Ready». В фильме «Оборотни» также звучит песня «Are You Ready».
Коллектив также появился в сериале «Говорящая с призраками» в 2009, где они на концерте исполняют песню «Pain». В конце 16 серии 8 сезона сериала «Тайны Смолвиля» звучит песня «I Don’t Care», которую Адам исполняет вместе с финской группой Apocalyptica.